# كأس الاتحاد الإنجليزي 1959–60
كأس الاتحاد الإنجليزي 1959–60 (بالإنجليزية: 1959–60 FA Cup)‏ هو الموسم 79 من  كأس الاتحاد الإنجليزي. الذي يشرف على تنظيمه الاتحاد الإنجليزي لكرة القدم، وفاز فيه وولفرهامبتون واندررز.